# Kosjerić
Kosjeríć (în sârbă Косјерић, pronunțat [kɔsjɛ̌rit͡ɕ]) este un oraș și o comună din districtul Zlatibor din vestul Serbiei. Comuna are o populație de 12.090 de locuitori, iar orașul în sine are 3.992 de locuitori. Suprafața comunei este de 359 de km pătrați, cu 26 de sate așezate în cea mai mare parte în văile râurilor, cu toate că există și câteva așezări în munții din jur la altitudini de peste 1000 de metri.
Orașul este situat pe drumul dintre Požega și Valjevo. Kosjeríć este aproape de centrele turistice montane: Divčibare⁠(d) și Zlatibor. Se află la poalele munților Drmanovina și Crnokosa⁠(d) și în sudul munților Povlen și Maljen⁠(d).

## Istorie
Data exactă a înființării orașului este neclară. În apropierea orașului, arheologii au găsit relicve medievale romane și sârbe, dar se crede că imigrația în masă a avut loc înainte de Revoluția Sârbă de la începutul secolului al XIX-lea cu oameni din Muntenegru, Bosnia de Est și munții sârbi de vest Zlatibor și Tara.

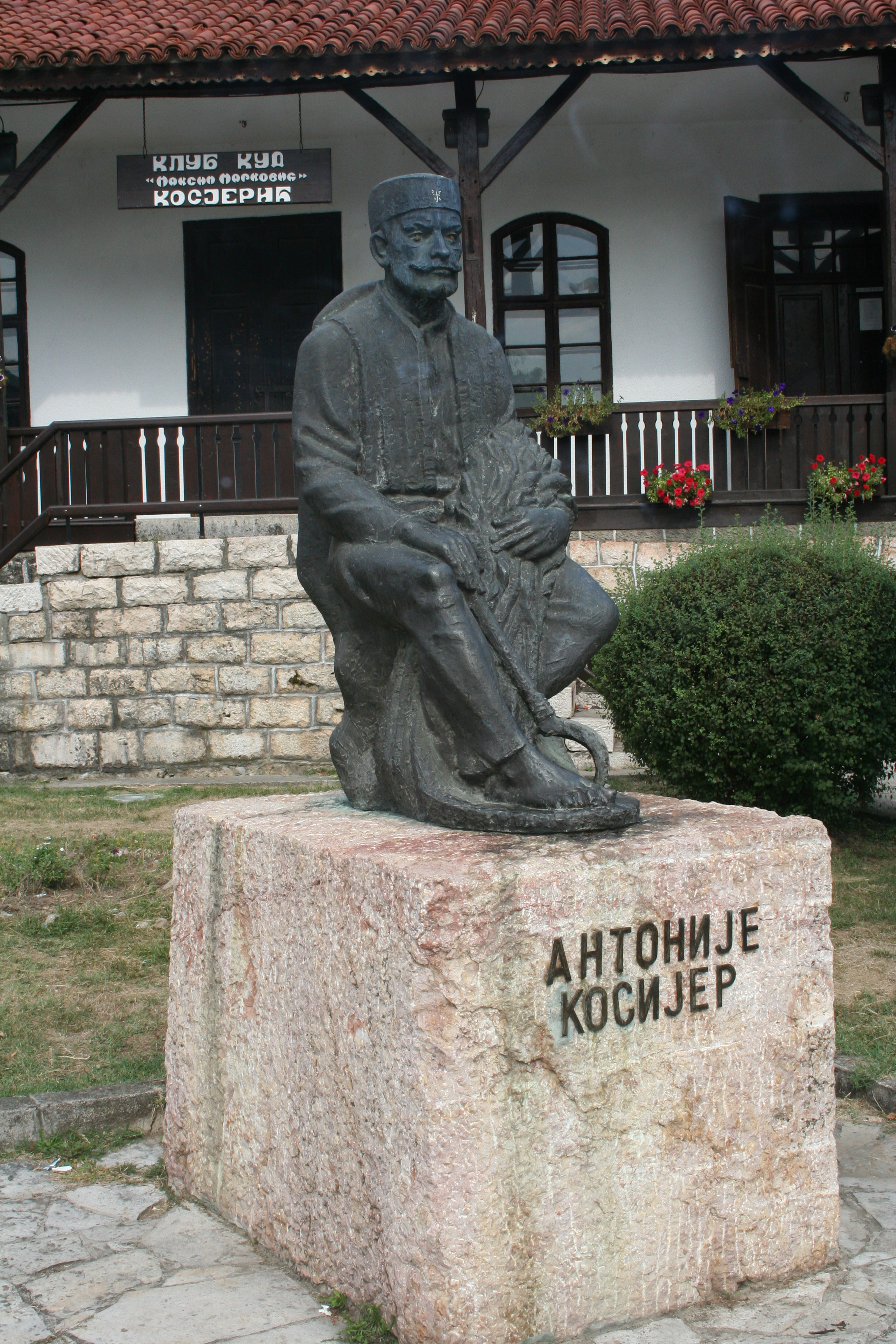
Monumentul lui Antonie Kosijer, fondatorul localității Kosjerić

Această parte a Serbiei a fost sub conducerea dinastiei Nemanjić până când Imperiul Otoman a preluat controlul țării în 1463. În următoarele două secole au fost construite drumuri și a început dezvoltarea majoră care leagă Marea Adriatică de vestul Serbiei și la est. Războaiele dintre Austro-Ungaria și turci au afectat numărul populației din Kosjerić.
Se crede că cei mai vechi coloniști ai orașului provin din familia Kosijer. În tradițiile din vremuri mai vechi, se spune că Antonie Kosijer ar fi venit din Kosijer din Muntenegru, și și-a adus cei trei fii. Apoi au venit Jovan Baronin, din satul Bare, și sora lui cu șapte fii. S-a consemnat că au existat coloniști din satul Divac și din  Kolašin din Muntenegru.
Dezvoltarea rapidă a început în 1882, dar a fost suprimată de comunitățile cu creștere mai rapidă din orașele mai mari din apropiere, Valjevo și Požega. Kosjerić a atins statutul de oraș în 1966 și dezvoltarea economică după finalizarea căii ferate Belgrad-Bar în 1972. Președintele pe termen lung al comunei a fost Tiosav Cvijić - deja avea treizeci de ani în 1938.
Festivalul internațional de folclor pentru copii „Licitarsko srce” are loc în Kosjerić. A cincea ediție a avut loc în 2013.
Aici se află școala elementară „Mito Igumanović” și Biserica Nașterea Sfintei Fecioare Maria.

## Geografie
Kosjerić este un loc din vestul Serbiei, pe malul râului Skrapež, care izvorăște din muntele Povlen, la 1000 de metri deasupra nivelului mării. Kosjerić este situat într-o vale fertilă la 415 m deasupra nivelului mării. 
Kosjerić este situat într-o vale fertilă la 415 m deasupra nivelului mării. Din nord-vest, Kosjerić este înconjurat de muntele Povlen (1347 m), iar din nord-est de munții Kozomor⁠(d) (1007 m) și Maljen⁠(d) (1104 m), pe care se află platoul Divčibare, o destinație turistică renumită pentru iubitorii de iarnă și de schi, cu pârtii de schi echipate cu un teleschi care poate transporta 700 de schiori pe oră. Spre est este situat Subjel (924 m). Dinspre sud, Kosjerić este tăiat de Drmanovina, cu vârfurile cu cea mai mare altitudine: Grad (1022 m) și Crnokos (809 m).

### Climat
Kosjerić are un climat continental umed (clasificarea climatică Köppen: Dfb), care este foarte aproape de un climat oceanic (clasificarea climatică Köppen: Cfb).
| Date climatice pentru Kosjerić | Date climatice pentru Kosjerić | Date climatice pentru Kosjerić | Date climatice pentru Kosjerić | Date climatice pentru Kosjerić | Date climatice pentru Kosjerić | Date climatice pentru Kosjerić | Date climatice pentru Kosjerić | Date climatice pentru Kosjerić | Date climatice pentru Kosjerić | Date climatice pentru Kosjerić | Date climatice pentru Kosjerić | Date climatice pentru Kosjerić | Date climatice pentru Kosjerić |
| Luna                           | Ian                            | Feb                            | Mar                            | Apr                            | Mai                            | Iun                            | Iul                            | Aug                            | Sep                            | Oct                            | Nov                            | Dec                            | Anual                          |
| ------------------------------ | ------------------------------ | ------------------------------ | ------------------------------ | ------------------------------ | ------------------------------ | ------------------------------ | ------------------------------ | ------------------------------ | ------------------------------ | ------------------------------ | ------------------------------ | ------------------------------ | ------------------------------ |
| Maxima medie °C (°F)           | 3.1 (37,6)                     | 6.0 (42,8)                     | 11.4 (52,5)                    | 15.1 (59,2)                    | 19.9 (67,8)                    | 23.4 (74,1)                    | 25.5 (77,9)                    | 25.8 (78,4)                    | 22.3 (72,1)                    | 16.9 (62,4)                    | 9.4 (48,9)                     | 4.9 (40,8)                     | 15,31 (59,55)                  |
| Media zilnică °C (°F)          | −0.5 (31,1)                    | 2.0 (35,6)                     | 6.3 (43,3)                     | 9.8 (49,6)                     | 14.5 (58,1)                    | 17.9 (64,2)                    | 19.7 (67,5)                    | 19.8 (67,6)                    | 16.4 (61,5)                    | 11.6 (52,9)                    | 5.5 (41,9)                     | 1.6 (34,9)                     | 10,38 (50,69)                  |
| Minima medie °C (°F)           | −4 (24,8)                      | −1.9 (28,6)                    | 1.2 (34,2)                     | 4.6 (40,3)                     | 9.2 (48,6)                     | 12.5 (54,5)                    | 14.0 (57,2)                    | 13.8 (56,8)                    | 10.5 (50,9)                    | 6.4 (43,5)                     | 1.7 (35,1)                     | −1.7 (28,9)                    | 5,53 (41,95)                   |
| Precipitații mm (inches)       | 62 (2.44)                      | 57 (2.24)                      | 57 (2.24)                      | 68 (2.68)                      | 90 (3.54)                      | 92 (3.62)                      | 81 (3.19)                      | 65 (2.56)                      | 67 (2.64)                      | 65 (2.56)                      | 78 (3.07)                      | 76 (2.99)                      | 858 (33,78)                    |
| Sursă: Climate-Data.org        |                                |                                |                                |                                |                                |                                |                                |                                |                                |                                |                                |                                |                                |

## Demografie
Conform rezultatelor recensământului din 2011, comuna Kosjerić a avut o populație de 12.090 de locuitori.
În localitatea Kosjerić trăiesc 3.212 rezidenți adulți, iar vârsta medie a populației este de 36,9 ani (36,2 pentru bărbați și 37,6 pentru femei). În localitate sunt 1377 de gospodării, iar numărul mediu de membri pe gospodărie este de 2,99.
Această așezare este populată în mare parte de sârbi (conform recensământului din 2002), iar în ultimele trei recensăminte s-a observat o creștere a numărului de locuitori.

### Grupuri etnice
Compoziția etnică a municipiului:
| Grup etnic   | Populația | %      |
| ------------ | --------- | ------ |
| sârbii       | 11.879    | 98,25% |
| muntenegreni | 23        | 0,19%  |
| croații      | 8         | 0,07%  |
| alții        | 180       | 1,49%  |
| Total        | 12.090    |        |

## Așezări
Pe lângă orașul Kosjerić, comuna include următoarele 27 de așezări:
- Bjeloperica⁠(d)
- Brajkovići⁠(d)
- Varda⁠(d)
- Galovići⁠(d)
- Godečevo⁠(d)
- Godljevo⁠(d)
- Gornja Pološnica⁠(d)
- Donja Pološnica⁠(d)
- Drenovci⁠(d)
- Dubnica⁠(d)
- Makovište⁠(d)
- Mionica⁠(d)
- Mrčići
- Mušići
- Paramun
- Radanovci⁠(d)
- Rosići⁠(d)
- Ruda Bukva⁠(d)
- Seča Reka⁠(d)
- Skakavci
- Stojići⁠(d)
- Subjel⁠(d)
- Tubići⁠(d)
- Cikote⁠(d)
- Ševrljuge⁠(d)

## Economie
O mare parte din economia lui Kosjeríć se bazează pe agricultură și industria de prelucrare, fabrica locală de ciment fiind cheia dezvoltării economice în ultimele decenii. Fabrica de ciment este una dintre cele trei fabrici de ciment din Serbia și a contribuit la creșterea prosperității economice nu numai pentru oraș, ci și pentru întreaga regiune. În 2002, TITAN Group și Agenția Sârbă de Privatizare au semnat un acord pentru transferul a 70% din capitalul social al companiei Kosjerić Cement, o afacere în valoare de 35,5 milioane de dolari. În 2013, capacitatea de producție a fabricii de ciment Kosjerić era de 750.000 de tone. Odată cu modernizarea proceselor de producție, numărul de angajați a scăzut de la 680 în 2002 la aproximativ 250 în 2013. Mulți dintre cetățenii orașului sunt angajați la fabrică.
Datorită localizării și climei sale, Kosjerić are o producție bogată de fructe și legume, dintre care majoritatea sunt prune și zmeură. Zona este bine cunoscută pentru țuica de prune (40–45% alcool; „ljuta rakija”). 
Alte companii de succes sunt: producătorul de conducte de beton „Pim-Grad”, producătorul de echipamente electrice „Elkok” și fabricile pentru fabricarea elementelor de beton precum „Kofeniks” și „Povlen”.

## Turism
Kosjerić are o industrie turistică în curs de dezvoltare. Kosjerić și zona înconjurătoare sunt cunoscute pentru aerul lor proaspăt și natura frumoasă. Munții înalți, câmpiile, fântâni din lemn și ape înconjoară orașul și este renumit pentru turismul rural și producția de alimente sănătoase. Aerul proaspăt și clima plăcută sunt foarte potrivite pentru diferite sporturi; prin urmare, Kosjerić a devenit un renumit centru sportiv dotat cu diferite tipuri de terenuri de sport pe 40,000 metri pătrați (430,56 sq ft), sală de sport cu 700 de tribune, bazin olimpic și mai multe locuri de joacă pentru fotbal, baschet și handbal.
A atras mulți oameni din centrul Serbiei pentru faimoasele sale festivaluri: „Zilele ciobanului” (în sârbă Čobanski dani) care are loc în fiecare iulie și „Zilele lui Petar Lazić” (în sârbă Dani Petra Lazića) care are loc în fiecare august. De asemenea, în fiecare an un ONG numit „K-Town Group” organizează o tabără internațională de artă „Kosjerić”, care include diferite ateliere de artă cu 50 de participanți din întreaga lume. Dezvoltarea și reconstrucția „Hotelului Olympic” a contribuit, de asemenea, la creșterea numărului de turiști.

## Personalități născute aici
- Milovan Vitezović (1944 - 2022), scriitor, scenarist, profesor universitar.

## Galerie

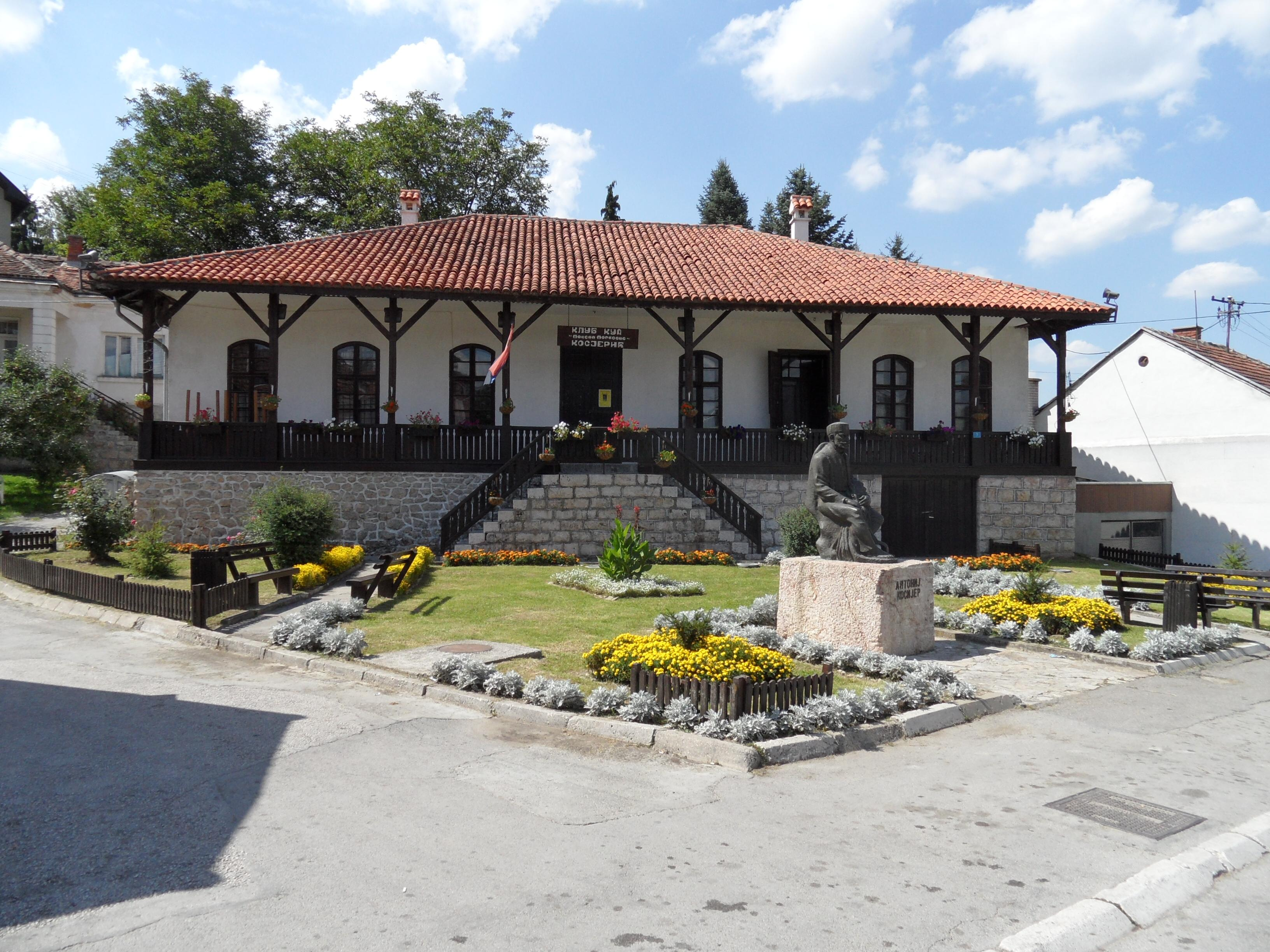
Stari han⁠(d)
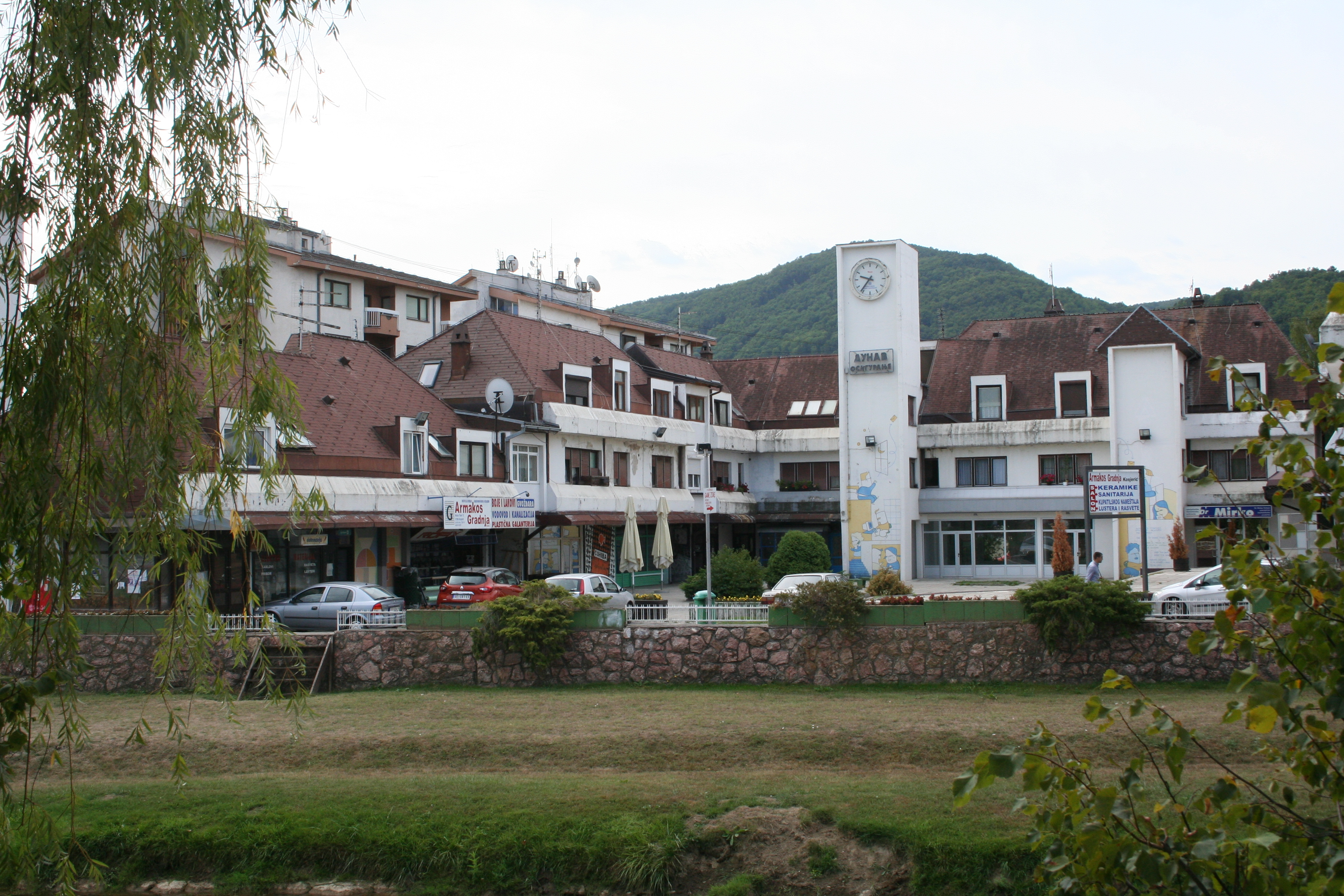
Centrul orașului Kosjerić
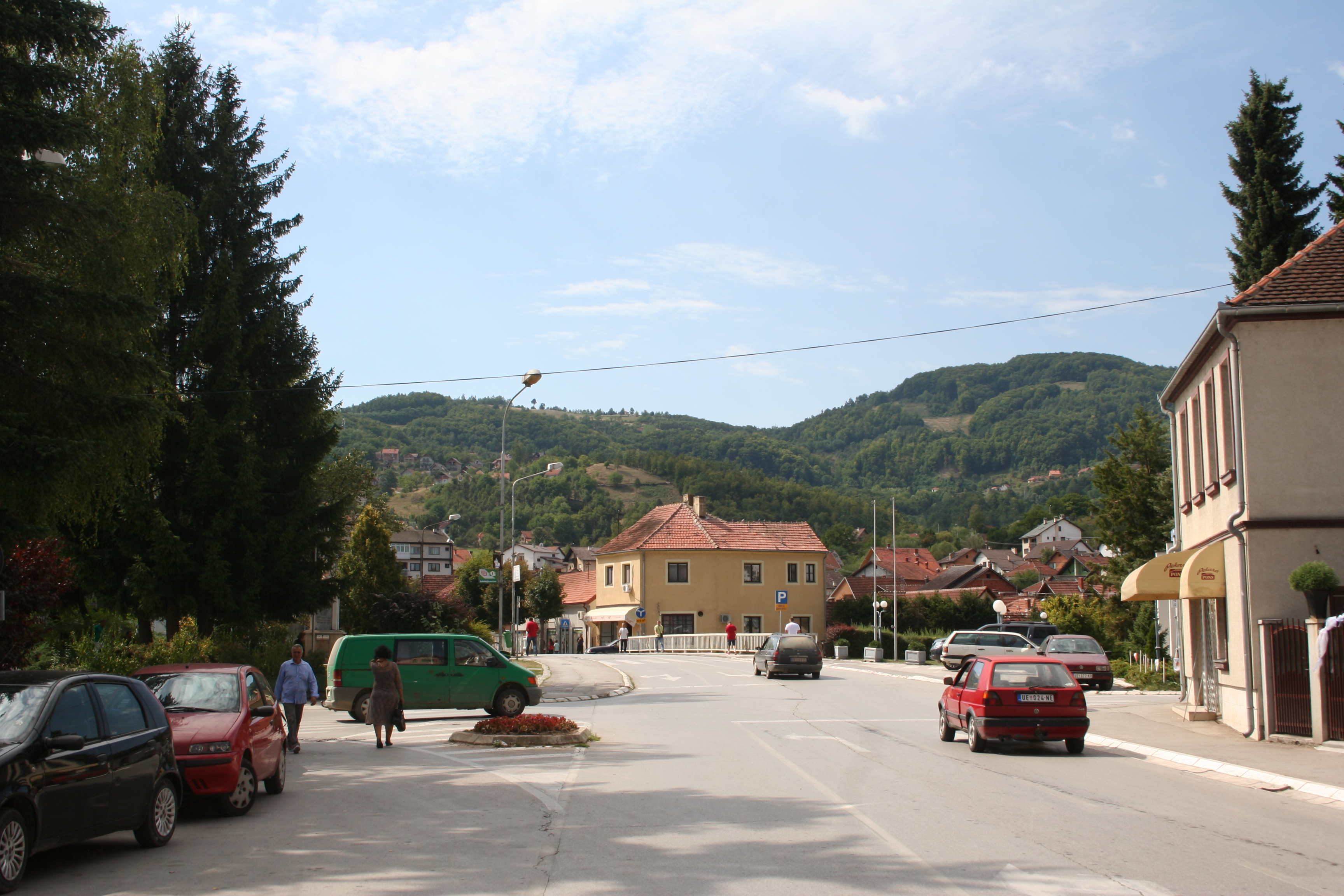
Centrul orașului Kosjerić
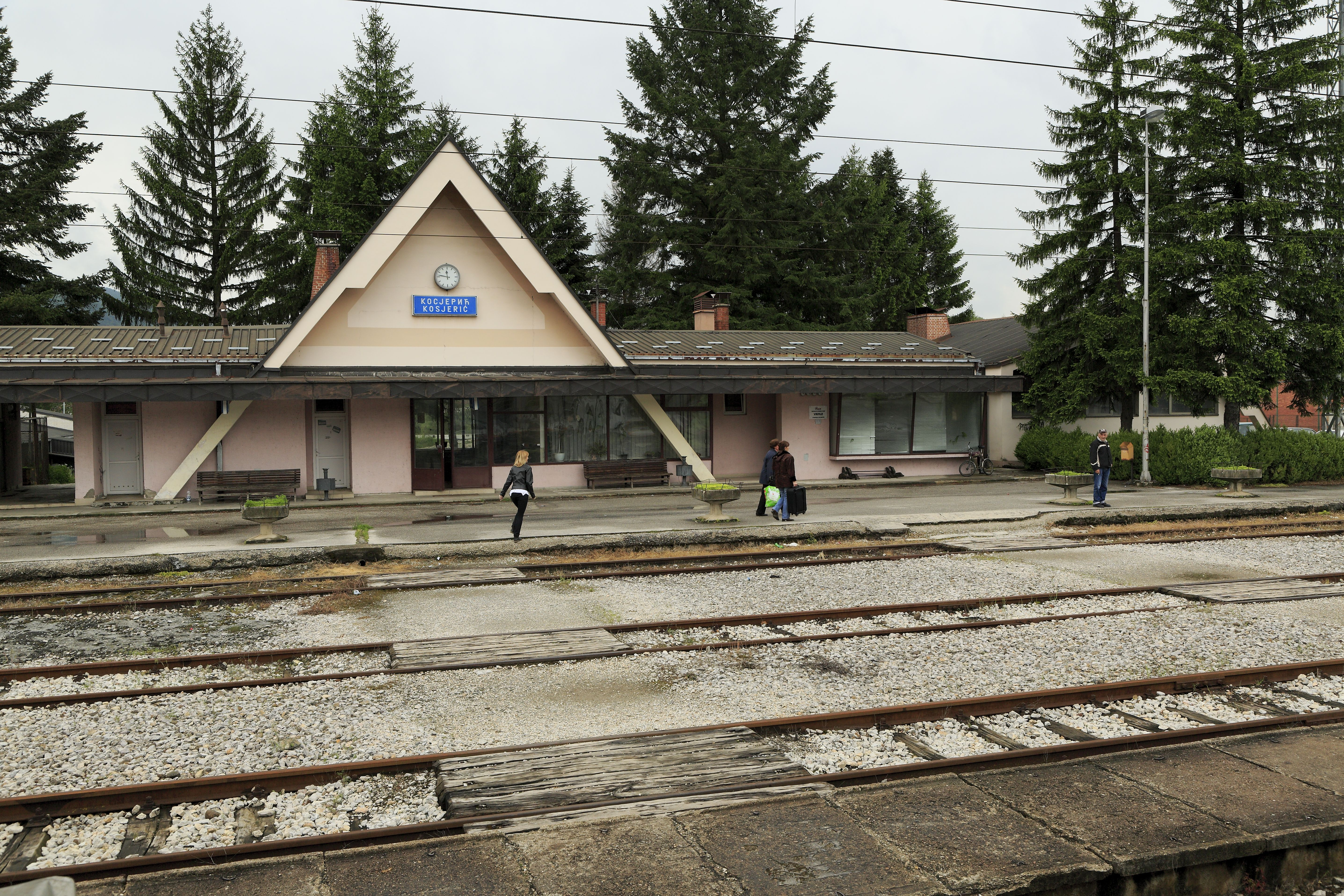
Gara CF a orașului Kosjerić
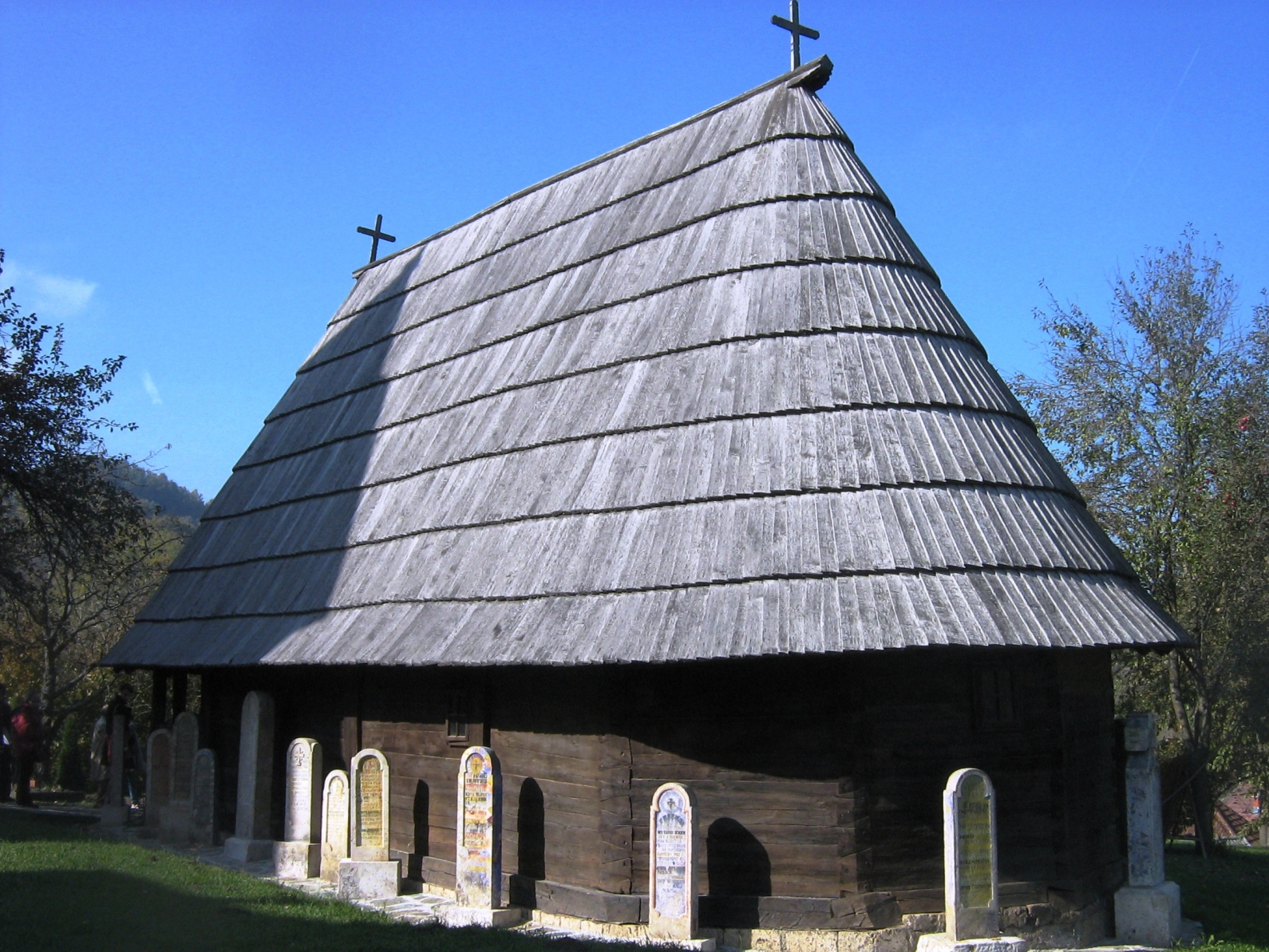
Biserica din lemn Seča Reka⁠(d)

## Orașe gemene
- Slovenske Konjice, Slovenia